# Oleacina guadeloupensis
Oleacina guadeloupensis foi uma espécie de gastrópodes da família Oleacinidae.
Foi endémica da Guadalupe.